# Петенаско
Петенаско (итал. Pettenasco) је насеље у Италији у округу Новара, региону Пијемонт.
Према процени из 2011. у насељу је живело 1133 становника. Насеље се налази на надморској висини од 302 м.

## Становништво
Према резултатима пописа становништва 2011. у општини је живело 1.368 становника.
| 1931. | 1936. | 1951. | 1961. | 1971. | 1981. | 1991. | 2001. | 2011. |
| ----- | ----- | ----- | ----- | ----- | ----- | ----- | ----- | ----- |
| 930   | 905   | 1.046 | 1.122 | 1.130 | 1.153 | 1.218 | 1.310 | 1.368 |